# كوم عياد
كوم عياد إحدى قرى مركز أشمون التابع لمحافظة المنوفية بجمهورية مصر العربية.

## السكان
بلغ عدد سكان كوم عياد 1,446 نسمة، حسب الإحصاء الرسمي لعام 2006.